# John Mulroy
John Mulroy (Dublino, 27 dicembre 1989) è un calciatore irlandese, attaccante del Bray Wanderers.

## Carriera
Milita fin dalle giovanili nel Bray Wanderers. Esordisce in campionato il 14 marzo 2008.